# Álvaro Guevara (pintor)
Álvaro Guevara Reimers (Valparaíso, Región de Valparaíso; 10 de junio de 1894-Aix-en-Provence, Provenza; 1 de octubre de 1951) fue un pintor chileno. Se estableció en Londres y se le asoció vagamente al círculo de Bloomsbury.

## Biografía
Fue hijo de Luis Guevara Arias y de Juana Reimers Bode. Junto con su familia, en 1909 dejó Chile y en 1910 llegó a Londres. En 1929 se casó con la pintora británica Meraud Guinness (1904-1993), miembro de la acaudalada familia Guinness, con quien se estableció en Provenza (Francia). Su hermana Sibila, muerta en París en 1929, se casó con el político y diplomático Octavio Señoret Silva, con quien tuvo cinco hijos —entre ellos, María Luisa Señoret Guevara, la primera esposa del escritor chileno Enrique Lafourcade, y Raquel Señoret Guevara, la tercera esposa del poeta chileno Vicente Huidobro—.
Fue a la Universidad de Bradford, donde estudió en el Bradford Technical College y, en secreto durante dos años, en el Bradford College of Art. Después estudió en el Slade School of Fine Art desde 1913 hasta 1916.
Permaneció en Chile entre 1923 y 1926; en ese periodo, abrió un taller en Viña del Mar y se dedicó al boxeo, deporte en el que ganó un cinturón de oro. Posteriormente, volvió a Inglaterra, donde fue retratista y nombrado miembro del New English Art Club en 1926. Fue hecho prisionero por la Gestapo durante la ocupación de Francia por los alemanes.
Regresó a Chile en 1943 y volvió a Europa en 1945 como cónsul honorario de Chile en la capital británica. Más tarde, fue nombrado agregado cultural en Berna (Suiza). Fue considerado un pintor británico «identificado con el espíritu de la época», pero nunca obtuvo la ciudadanía inglesa, por lo que fue apodado «Chile Guevara». Murió de cáncer en La Tour de Cesar, cerca de Aix-en-Provence.

## Obra pictórica
Fue influenciado por el expresionismo, el fovismo y la vanguardia europea. Tuvo una exposición individual en Omega Workshops —centro de arte fundado por miembros del círculo de Bloomsbury y establecido en julio de 1913—.
La mayor parte de sus pinturas fue destruida por una bomba en los depósitos de cuadros en Bourlet (Francia) en 1940; sin embargo, alrededor de cuarenta de ellas se habrían conservado, y algunas se vendieron en Londres en 1951. Su retrato más conocido es el de la poetisa Edith Sitwell (1916), perteneciente a la colección de la Galería Tate en Londres.

## Obra literaria
Además de pintar, escribió dos libros:
- El dictador (novela)
- Dictionnaire intuitif